# (11158) Cirou
(11158) Cirou est un astéroïde de la ceinture principale.

## Description
(11158) Cirou est un astéroïde de la ceinture principale. Il fut découvert par l'ODAS à Caussols le 8 janvier 1998. Il présente une orbite caractérisée par un demi-grand axe égal à 2,195 079 3 UA, une excentricité de 0,0603003 et une inclinaison de 2,87321° par rapport à l'écliptique.
Cet astéroïde a été nommé en l'honneur d'Alain Cirou (né en 1958), directeur de la rédaction du magazine français Ciel et Espace.

## Compléments